# Kepler-305b
Kepler-305b es un planeta extrasolar que forma parte de un sistema planetario formado por al menos tres planetas. Orbita la estrella denominada Kepler-305. Fue descubierto en el año 2013 por la sonda Kepler por medio de tránsito astronómico.